# Джон Джелозо
Джон Джелозо (John Geloso) е италиански инженер, неуморим и плодовит изобретател, пионер в радиокомуникациите, смел и находчив предприемач и производител в областта на електромеханиката, радиотехниката, аудиотехниката и телевизионната техника. Има съществен принос в теоретичното и практическото професионално обучение на специалисти от следващите поколения. Близо четири десетилетия издава безплатен тримесечен технически бюлетин. Голям популяризатор на радиолюбителството, както за конструктори, така и за късовълновици. Самият той е запален късовълновик.

## Биография
Джон Джелозо (с рождено име Джовани) е роден в Cañada de Gómez, Аржентина, където родителите му са били временно на работа. През 1904 г. семейството се връща в Италия и младият Джовани завършва училището към Морския институт на гр. Савона.
Още като ученик проявява наклонност към математиката и способности в областта на електромеханиката. Увлича се и от музика.
Организира малка фирма за производство на изделия, които самият той е патентовал. Това обаче не го задоволява и стремейки се към нови хоризонти в по-развита в техническо отношение страна, младият Джовани заминава в 1920 г. да си търси късмета в Съединените щати.
Започва работа в нюйоркската компания Pilot Electric Manufacturing и за няколко години израства до главен инженер. Същевременно следва инженерство (дипломира се в 1925 г.) и си намира съпруга, която става негов всеотдаен помощник през целия му живот.
Pilot Electric Mfg. прави по това време експерименти в областта на прохождащата телевизия и Джон Джелозо (името Джовани отговаря на българското Иван и на английското Джон) се включва много успешно в тези работи. В 1928 г. всички вестници отразяват как той демонстрира предаването на телевизионно изображение от Ню Джърси до Философската зала на Нюйоркския университет с помощта на диск на Нипков и средновълново радио. Петстотин души в залата, между тях Ли де Форест и други корифеи на електрониката и радиотехниката, наблюдават как се появява образът на намиращата се в Ню Джърси г-жа Франка Джелозо (36 линии, 15 кадъра в секунда).
В 1929 г. Джон Джелозо е отговорен за изпълнението на знаменития проект Super Wasp – най-висококачествения за времето си радиоприемник.
В САЩ Джелозо си създава приятелства, които му помагат през целия по-нататъшен живот.
По това време в Америка се разразява „голямата депресия“ – най-голямата икономическа криза на 20 век, докато в Италия „корпоративният социализъм“ ускорява индустриализацията на страната. Джон Джелозо решава да се върне в родината си и през 1931 г. основава в Милано своята фирма Geloso S.p.A. (Società per Azioni = акционерно дружество).
Следват три и половина успешни и плодотворни десетилетия (подробности по-долу).
С конструиран от самия него радиопредавател Geloso G 210TR (10-лампов, с 5 диапазона, фоно и телеграфия) Джон Джелозо задоволява страстта си на радиолюбител-късовълновик. Неговата позивна I1JGM става позната по всички континенти и през 1951 г. той получава сертификата WAC (Worked-All-Continents) на IARU (International Amateur Radio Union).
В течение на много години инж. Джелозо съместява основната си работа във фирмата с тази на специалист към техническата комисия на НАТО, където неговите идеи и съвети много се ценят и особено от американските техници, дори и техниката на САЩ да е по-развита от европейската.
През лятото на 1968 г. Джон Джелозо заболява и на 1 февруари следващата година умира.

## Geloso S.p.A.
Джон Джелозо е инженер в най-пълния смисъл на това понятие. Той измисля, изобретява, проектира, пресмята, чертае, конструира новите изделия технически и естетически, внедрява ги в производството. Има невероятна трудоспособност и креативна енергия. При това притежава силен предприемачески дух, бизнес нюх и качества на ръководител. Взема правилното решение в точния момент. Авторитетът му сред сътрудниците е безспорен. Твърдо следва два принципа: високо качество и ниски цени.
Произвежданата апаратура обхваща радиоприемници, усилватели, грамофони, магнетофони, телевизори, радиопредаватели за любители, отделни функционални блокове, измервателни уреди...
В съответствие с изискванията на фашистката власт за пълна икономическа независимост (самозадоволяване) фирмата Джелозо освен апаратура произвежда и всички компоненти: съпротивления, кондензатори, бобини, трансформатори, потенциометри, превключватели, куплунзи, микрофони и пр., дори и някои от необходимите материали.
За да намали допълнително цената, Джелозо поощрява потребителите сами да си сглобят радио или друго електронно устройство като предлага на пазара комплекти, съдържащи всички необходими части, принципна схема и необходимото описание. На потребителя остава сам да си конструира подходяща кутия и да монтира в нея устройството.
Джелозо систематично популяризира дейността и продуктите на фирмата, а също подпомага радиолюбителството, като публикува тримесечния технически бюлетин Bollettino Tecnico Geloso от 1932 г. до края на 60-те години когато фирмата управлява вече 8 завода и има представителства по цяла Италия, САЩ и в много други страни, включително и в България.
В уеб-страниците на швейцарския радиомузей при указване на производител Geloso се появяват 641 продукта на фирмата. Може да се види как изглеждат, година на производство, колко лампи и транзистори имат и пр, а и към повечето от тях има съответната принципна електрическа схема. Списъкът се допълва периодично.
Най-успешният период за фирмата е от 1950 до 1965 г. Много от изделията стават хит на пазара. На огромен успех се радва магнетофонът G.255, закупен от повечето италиански семейства и наричан с обич „Джелозино“, заради малките му размери. Популярни са и „усилвателите с високо качество“, трансмитерите, разнообразните функционални блокове като „осцилатор с променлива честота“ и много др. От 1949 г. нататък започва производството и на телевизори.
След 1965 г. и особено след смъртта на създателя си фирмата Geloso SA, притискана все повече главно от японските конкуренти и не получаваща държавна помощ, постепенно уволнява работници и специалисти, закрива заводите си един по един и през 1972 г. приключва окончателно дейността си. Марката Geloso обаче, придобита от други компании, продължава да шества по света. Дори и днес в САЩ още съществува фирма Geloso Electronics Corp., създадена в 1968 г.
Всепризнато е, че Джон Джелозо и неговата фирма имат значителен принос за техническия напредък в посочените области. Освен това Джелозо определено спечелва сърцата на много радиоентусиасти, поради което и до днес има носталгия, изразяваща се в колекции, специализирани сайтове и пр.

 Съществува мнение, че Джелозо е допринесъл и изобщо за нарастването на уважението към италианците по света.